# デジタルアーカイブ学会
デジタルアーカイブ学会（デジタルアーカイブがっかい、英語: Japan Society for Digital Archive）は、デジタルアーカイブに関わる実践・研究・技術・政策・法制度などに携わる会員が集まった日本の学会である。2017年（平成29年）設立。

## 歴史

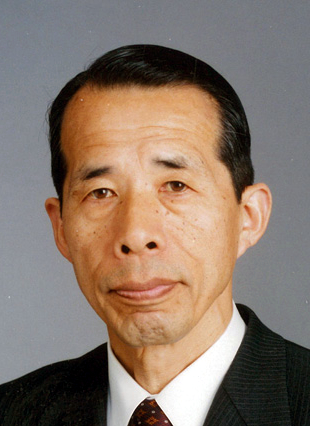
初代会長の長尾真

2017年（平成29年）5月1日に設立された。東京都文京区の東京大学大学院情報学環講談社・メディアドゥ新しい本寄付講座に事務局を置いている。初代会長は京都大学総長や国立国会図書館長を務めた長尾真である。
その後、社会学者で東京大学副学長を務めた吉見俊哉が会長代行を務めていたが、2021年（令和3年）5月23日に長尾が死去したこともあって、同年には吉見が正式に会長に就任した。2025年（令和7年）には情報学者で国立情報学研究所所長を務める黒橋禎夫が会長に就任した。

## 活動

### 研究大会
2017年（平成29年）7月22日には第1回研究大会を開催し、その後毎年1回の頻度で研究大会を開催している。

### 学会誌
2017年（平成29年）7月には学会誌『デジタルアーカイブ学会誌』の創刊準備号を刊行し、同年10月1日には創刊号を刊行した。その後、年4回の頻度で学会誌を発行している。うち1号は研究大会予稿集号である。

## 研究大会
| 回    | 日程                                     | 開催地                                     |
| ----- | ---------------------------------------- | ------------------------------------------ |
| 第1回 | 2017年7月22日                            | 岐阜女子大学文化情報研究センター（岐阜県） |
| 第2回 | 2018年3月9日-10日                        | 東京大学本郷キャンパス（東京都）           |
| 第3回 | 2019年3月15日-16日                       | 京都大学吉田キャンパス（京都府）           |
| 第4回 | 2020年4月25日-26日 ※延期（実質的な中止） | 一橋大学一橋講堂（東京都）                 |
| 第5回 | 2020年10月17日-18日                      | オンライン（Zoom）                         |
| 第6回 | 2021年4月23日-24日（第1部）              | オンライン（Zoom）                         |
| 第6回 | 2021年10月15日-16日（第2部）             | 東北大学災害科学国際研究所（宮城県）       |
| 第7回 | 2022年11月12日                           | オンライン（Zoom）                         |
| 第7回 | 2022年11月25日（現地大会）               | 琉球大学千原キャンパス（沖縄県）           |
| 第8回 | 2023年11月10日-11日                      | 石川県立図書館、石川県立音楽堂（石川県）   |
| 第9回 | 2024年11月1日-2日                        | 東京大学本郷キャンパス（東京都）           |

## 歴代会長
- 2017年～2021年 長尾真 - 情報学者。京都大学総長（1997年～2003年）。国立国会図書館長（2007年～2012年）。文化功労者。
- 2021年～2025年 吉見俊哉 - 社会学者。東京大学副学長（2011年～）。
- 2025年～ 黒橋禎夫 - 情報学者。国立情報学研究所所長（2023年～）。人工知能研究の第一人者。

## 書籍
- 『デジタルアーカイブ・ベーシックス』勉誠出版
  - デジタルアーカイブ学会が基盤となって刊行されているシリーズ。